# UEFA Cup finalen 1992
UEFA Cup finalen 1992 var to fodboldkampe som skulle finde vinderen af UEFA Cup 1991-92. De blev spillet den 29. april og 13. maj 1992 imellem det italienske hold Torino og hollandske Ajax Amsterdam. 
Kampene var kulminationen på den 21. sæson i Europas næststørste klubturnering for hold arrangeret af UEFA siden etableringen af UEFA Cup i 1971. For Torino var det første gang de var nået frem til finalen i en europæisk turnering. Det var Ajax' første finale i turneringen, hvor de før havde været i flere finaler i Europacuppen for mesterhold.
Ajax vandt efter reglen om udebanemål. Det skete efter at de i den første kamp på udebane på Stadio delle Alpi i Torino havde scoret to mål i 2-2 kampen. 14 dage efter hjemme på Olympisch Stadion i Amsterdam blev resultatet 0-0.
Den danske angriber Dan Petersen var med i truppen hos Ajax i returopgøret i Amsterdam, dog uden at komme på banen. 

## Kampene

### 1. kamp
| 29. april 1992 |

| Torino              | 2 – 2 | Ajax Amsterdam                            |
| ------------------- | ----- | ----------------------------------------- |
| Casagrande 65', 82' |       | 17' Jonk · 73' (str.) Stefan Pettersson · |

| Stadio delle Alpi, Torino Tilskuere: 65.377 Dommer: Joe Worrall (England) |

### 2. kamp
| 13. maj 1992 |

| Ajax Amsterdam | 0 – 0 | Torino |
| -------------- | ----- | ------ |
|                |       |        |

| Olympisch Stadion, Amsterdam Tilskuere: 42.000 Dommer: Zoran Petrović (Jugoslavien) |